# Burkhard Gantenbein
Burkhard Gantenbein (14 de julho de 1912 - 27 de agosto de 2007) foi um handebolista de campo suíço, medalhista olímpico.
Fez parte do elenco do bronze olímpico de handebol de campo nas Olimpíadas de Berlim de 1936.